# Segrest al paradís
Segrest al paradís (títol original en alemany, Gefangen im Paradies) és un telefilm d'aventures de 2016 dirigit per Felix Herzogenrath. Es va emetre per primera vegada al canal Sat.1 el 6 de setembre de 2016. S'ha doblat al valencià per a À Punt.
La pel·lícula es va rodar a principis del 2016 a Tailàndia, concretament, a les províncies de Phang-nga i Krabi.